# Marek Biesiada
Marek Ryszard Biesiada (ur. 4 lutego 1964 w Katowicach) – polski astronom i lekarz, profesor nauk fizycznych.

## Życiorys
W latach 1982–1988 studiował astronomię na Uniwersytecie Jagiellońskim w Krakowie, gdzie uzyskał tytuł zawodowy magistra astronomii (temat pracy magisterskiej „Teorio-grupowe własności równań struktury gwiazdy”). W latach: 1984-1990 studiował medycynę na Wydziale Lekarskim Śląskiej Akademii Medycznej w Katowicach, kończąc ją z tytułem lekarza medycyny. W roku 1991 uzyskał stopnień doktora nauk fizycznych na Wydziale Matematyki, Fizyki i Chemii Uniwersytetu Jagiellońskiego w Krakowie broniąc rozprawę doktorską pt. „Niestandardowe efekty dynamiczne w jednorodnych wielowymiarowych modelach kosmologicznych” napisaną pod kierunkiem prof. dr. hab. Michała Hellera.
W roku 2007 uzyskał stopień doktora habilitowanego nauk fizycznych w Instytucie Fizyki Uniwersytetu Śląskiego na podstawie rozprawy habilitacyjnej pt. „Testy i ograniczenia na modele ciemnej materii we Wszechświecie”.
W roku 2013 otrzymał tytuł profesora nauk fizycznych z nominacji Prezydenta Rzeczypospolitej Polskiej.
Członek Komitetu Astronomii PAN w kadencji 2016-2020 oraz 2020-2023. W latach 2013–2016 pełnił funkcję zastępcy dyrektora Instytutu Fizyki Uniwersytetu Śląskiego w Katowicach ds. Nauki.
Za swoje badania w roku 2018 został uhonorowany przez PTF Nagrodą Naukową im. Wojciecha Rubinowicza.

## Działalność naukowa
Zajmuje się kosmologią obserwacyjną i astrofizyką teoretyczną, a w szczególności problemami ciemnej materii i ciemnej energii. W swych badaniach wykorzystuje m.in. zjawisko soczewkowania grawitacyjnego.
Jego zainteresowania obejmują też astrofizyczne i kosmologiczne aspekty fal grawitacyjnych. Wykonując zawód lekarza zajmował się badaniami wpływu środowiska na zdrowie ludzi oraz ocenami ryzyka zdrowotnego istniejących i planowanych przedsięwzięć.
Jest autorem wielu publikacji w renomowanych czasopismach naukowych, powoływany jako ekspert przez Ministerstwo Nauki i Szkolnictwa Wyższego, Narodowe Centrum Nauki, Komisję Europejską (ostatnio w ramach Programu Horyzont 2020), a także przez Europejską Komisję Gospodarczą (UNECE) i Światową Organizację Zdrowia (WHO). Obecnie aktywnie współpracuje z astrofizykami z Chin i Francji.
Członek Polskiego Towarzystwa Astronomicznego (od 1988), American Physical Society (w latach 1993-1996), Polskiego Towarzystwa Fizycznego (od 2002) i Polskiego Towarzystwa Medycyny Środowiskowej (od 1996).

## Praca zawodowa
W latach 1988–1989 pracował jako asystent w Obserwatorium Astronomicznym Uniwersytetu Jagiellońskiego w Krakowie. Następnie w latach 1989-1991 był asystentem w Centrum Astronomicznym im. M.Kopernika PAN w Warszawie.
Od roku 1990 do 1992 odbywał staż podyplomowy w Górnośląskim Centrum Medycznym w Katowicach – Ochojcu. W roku 1993 został stypendystą Fundacji Na Rzecz Nauki Polskiej w pierwszej edycji programu START.
W latach 1991–1998 był adiunktem w Centrum Astronomicznym im. M.Kopernika PAN w Warszawie, a latach 1996-2006 pełnił funkcję Kierownika Zakładu Oceny Ryzyka Zdrowotnego w Instytucie Medycyny Pracy i Zdrowia Środowiskowego w Sosnowcu.
Przez okres 1998-2019 był zatrudniony w Zakładzie Astrofizyki i Kosmologii Instytutu Fizyki Uniwersytetu Śląskiego w Katowicach (od 2009 jako profesor nadzwyczajny).
Od roku 2019 jest profesorem zwyczajnym w Zakładzie Astrofizyki Narodowego Centrum Badań Jądrowych w Warszawie.

## Staże zagraniczne
- USA, Princeton Astronomical Observatory (1991 r.)
- Dania, Kopenhaga, Niels Bohr Institute (1992 r. i 1994 r.)
- Francja, Paryż, Institut d'astrophysique de Paris (2012 r. i 2013 r.)
- Chiny, Pekin, Beijing Normal University[6], Department of Astronomy (2012 r., 2013 r., visiting Professor: 2014-2015 r.)

## Życie prywatne
Żona Małgorzata jest lekarzem medycyny (specjalista z zakresu geriatrii, medycyny rodzinnej oraz medycyny ogólnej), mają czworo dzieci: Martynę – mgr socjologii, Michała – mgr inż. informatyki (odkrywcę komet SOHO), Magdalenę – mgr inż. ochrony środowiska, Marcina – mgr inż. informatyki (stan na rok 2020).